# Frederic Winters
Frederic Denis Winters (Victoria, 25 settembre 1982) è un pallavolista canadese.
Gioca nel ruolo di schiacciatore nel Benfica.

## Carriera

### Club
La carriera di Frederic Winters inizia quando si trasferisce per motivi di studio negli Stati Uniti d'America, dove gioca per la Pepperdine nella NCAA Division I dal 2001 al 2004: raggiunge la Final-four durante il suo sophomore year nel 2002, perdendo contro la Hawaii, mentre un anno dopo centra nuovamente la Final-four, fermandosi però già alle semifinali; durante l'esperienza nel campionato universitario statunitense viene inserito due volte nelle squadre All-America.
Fa il suo esordio da professionista nella stagione 2004-05, giocando nella Pro A francese con lo Stade Poitevin, mentre nella stagione successiva gioca col Tirol nella 1. Bundesliga austriaca, aggiudicandosi sia lo scudetto che la Coppa d'Austria. Per il campionato 2006-07 gioca nella V-League sudcoreana coi LIG Greaters; appena terminati gli impegni col club sudcoreano, firma per la parte finale di stagione con il Treviso nella Serie A1 italiana, vincendo lo scudetto.
Dopo aver giocato due annate nella Superliga russa con lo Jaroslavič, nel campionato 2009-10 gioca nella Voleybol 1.Ligi turca con l'Halkbank; tuttavia nel febbraio 2010 lascia il club, per accasarsi nella Serie A2 italiana col Bassano. Dopo una breve esperienza coi qatarioti dell'Al-Arabi, nella stagione 2010-11 firma col Friedrichshafen nella 1. Bundesliga tedesca, aggiudicandosi ancora una volta lo scudetto.
Nella stagione 2011-12 torna a giocare con lo Jaroslavič, mentre nella stagione successiva viene ingaggiato nella Volleyball League A cinese dal Beijing, vincendo due scudetti consecutivi.
Nel campionato 2014-15 viene ingaggiato nella Superliga Série A brasiliana dal Sada: vi milita per due annate, vincendo due scudetti, la Coppa del Brasile 2016, la Supercoppa brasiliana 2015, due campionati statali, il campionato mondiale per club 2015 e il campionato sudamericano per club 2016.
Nella stagione 2016-17 torna in Europa, giocando nella Polska Liga Siatkówki polacca con l'Asseco Resovia, mentre nella stagione seguente difende i colori del Benfica nella Primeira Divisão portoghese: conquista uno scudetto, due Coppe di Portogallo e una Supercoppa portoghese.

### Nazionale
Nel 2007 viene per la prima volta convocato nella nazionale canadese, debuttando in World League. Nell'estate del 2011, diventa capitano del Canada, e conquista la medaglia di bronzo prima alla Coppa Panamericana e poi al campionato nordamericano, seguite da un argento al campionato nordamericano 2013.
Nel 2015 vince la medaglia d'oro alla NORCECA Champions Cup, quella di bronzo ai XVII Giochi panamericani e quella d'oro al campionato nordamericano 2015.

## Palmarès

### Club
- Campionato austriaco: 1

2005-06
- Campionato italiano: 1

2006-07
- Campionato tedesco: 1

2010-11
- Campionato cinese: 2

2012-13, 2013-14
- Campionato brasiliano: 2

2014-15, 2015-16
- Campionato portoghese: 1

2018-19
- Coppa d'Austria: 1

2005-06
- Coppa del Brasile: 1

2016
- Coppa di Portogallo: 2

2017-18, 2018-19
- Supercoppa brasiliana: 1

2015
- Supercoppa portoghese: 1

2018
- Campionato Mineiro: 2

2014, 2015
- Campionato mondiale per club: 1

2015
- Campionato sudamericano per club: 1

2016

### Nazionale (competizioni minori)
- Coppa Panamericana 2011
- NORCECA Champions Cup 2015
- Giochi panamericani 2015

### Premi individuali
- 2003 - All-America Second Team
- 2004 - All-America First Team